# ماركو كونيكو
ماركو كونيكو (بالإيطالية: Marco Cunico)‏ هو لاعب كرة قدم إيطالي في مركز الوسط، ولد في 5 مارس 1978 في ثيين في إيطاليا. لعب مع بوردينوني كالتشيو ونادي بادوفا ونادي سبال ونادي كاربي ونادي نوفارا.